# Marc Coppens
Marc Coppens (Beveren, 12 mei 1954) is een Belgische wiskundige; hij is emeritus-hoogleraar zuivere wiskunde.
In 1976 studeerde Coppens af in de wiskunde aan de Universiteit van Antwerpen. Zijn doctoraat in de wiskunde behaalde hij aan de Rijksuniversiteit te Utrecht in 1983 onder professor Frans Oort.
Coppens is geaffilieerd aan de Katholieke Universiteit Leuven waar hij onder meer onderzoek doet, veelal in het domein van de algebraïsche meetkunde en tevens op Weierstrass punten en blown-ups. In een van zijn meest markante werken bewees Coppens samen met Gerriet Martens dat de Clifford index van een algebraïsche kromme steeds de gonaliteit van deze kromme is verminderd met drie of verminderd met twee.
Coppens doceerde tevens wiskunde en biostatistiek aan studenten (bio)ingenieurs-wetenschappen aan de Katholieke Hogeschool Kempen in Geel.
Coppens ging op emeritaat op 9 oktober 2019.

## Trivia
In 1995 wijdde Coppens een paper aan Oort ter ere van zijn zestigste verjaardag.